# Kōsuke Yamamoto
Kōsuke Yamamoto (山本 康裕?, Yamamoto Kōsuke; Shizuoka, 29 ottobre 1989) è un calciatore giapponese, centrocampista del Matsumoto Yamaga.

## Palmarès

### Club

#### Competizioni nazionali
- Coppa J. League: 1

Júbilo Iwata: 2010
- J2 League: 1

Júbilo Iwata: 2021

#### Competizioni internazionali
- Coppa Suruga Bank: 1

Júbilo Iwata: 2011